# 西門·休斯

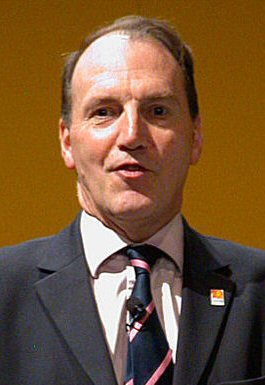

西門·休斯（英語：Simon Hughes，1951年5月17日—）是一位英格蘭政治人物，他的黨籍是自由民主黨。在1983年至2015年，他擔任柏孟塞和老薩瑟克選區選出的英國下議院議員。他是全英國第一位公布自己雙性戀身份的議員。